# Wilhelm Hansteen
Wilhelm von Tangen Hansteen, född 11 maj 1896 i Kristiania (nuvarande Oslo), död 6 september 1980 i samma stad, var en norsk militär.
Wilhelm Hansteen blev officer vid infanteriet 1917 och generalmajor 1945. Han var försvarschef för utrikestrupperna 1942–1944 samt ställföreträdande försvarschef under kronprins Olav 1944–1945, inspektör för hemvärnet 1945–1946, chef för de norska styrkorna i Tyskland 1946–1948 samt blev 1948 chef för armén.